# Manneville-la-Goupil
Manneville-la-Goupil ist eine französische Gemeinde mit 1.045 Einwohnern (Stand: 1. Januar 2022) im Département Seine-Maritime in der Region Normandie. Sie gehört zum Arrondissement Le Havre und zum Kanton Saint-Romain-de-Colbosc (bis 2015: Kanton Goderville). Die Einwohner werden Mannevillais genannt.

## Geographie
Manneville-la-Goupil liegt etwa 22 Kilometer nordöstlich von Le Havre in der Pays de Caux. Umgeben wird Manneville-la-Goupil von den Nachbargemeinden Bornambusc im Norden, Bréauté im Nordosten, Houquetot im Osten, Virville und Graimbouville im Süden, Angerville-l’Orcher im Südwesten, Saint-Sauveur-d’Émalleville im Westen sowie Écrainville im Nordwesten.

## Bevölkerungsentwicklung
| Jahr                      | 1962 | 1968 | 1975 | 1982 | 1990 | 1999 | 2006 | 2013 |
| Einwohner                 | 616  | 596  | 583  | 567  | 809  | 932  | 972  | 1024 |
| Quelle: Cassini und INSEE |      |      |      |      |      |      |      |      |

## Sehenswürdigkeiten
- Kirche Notre-Dame-de-l'Assomption aus dem 16. Jahrhundert
- Herrenhaus Bourdemare aus dem späten 16. Jahrhundert
- Mühle La Galette aus dem 17. Jahrhundert

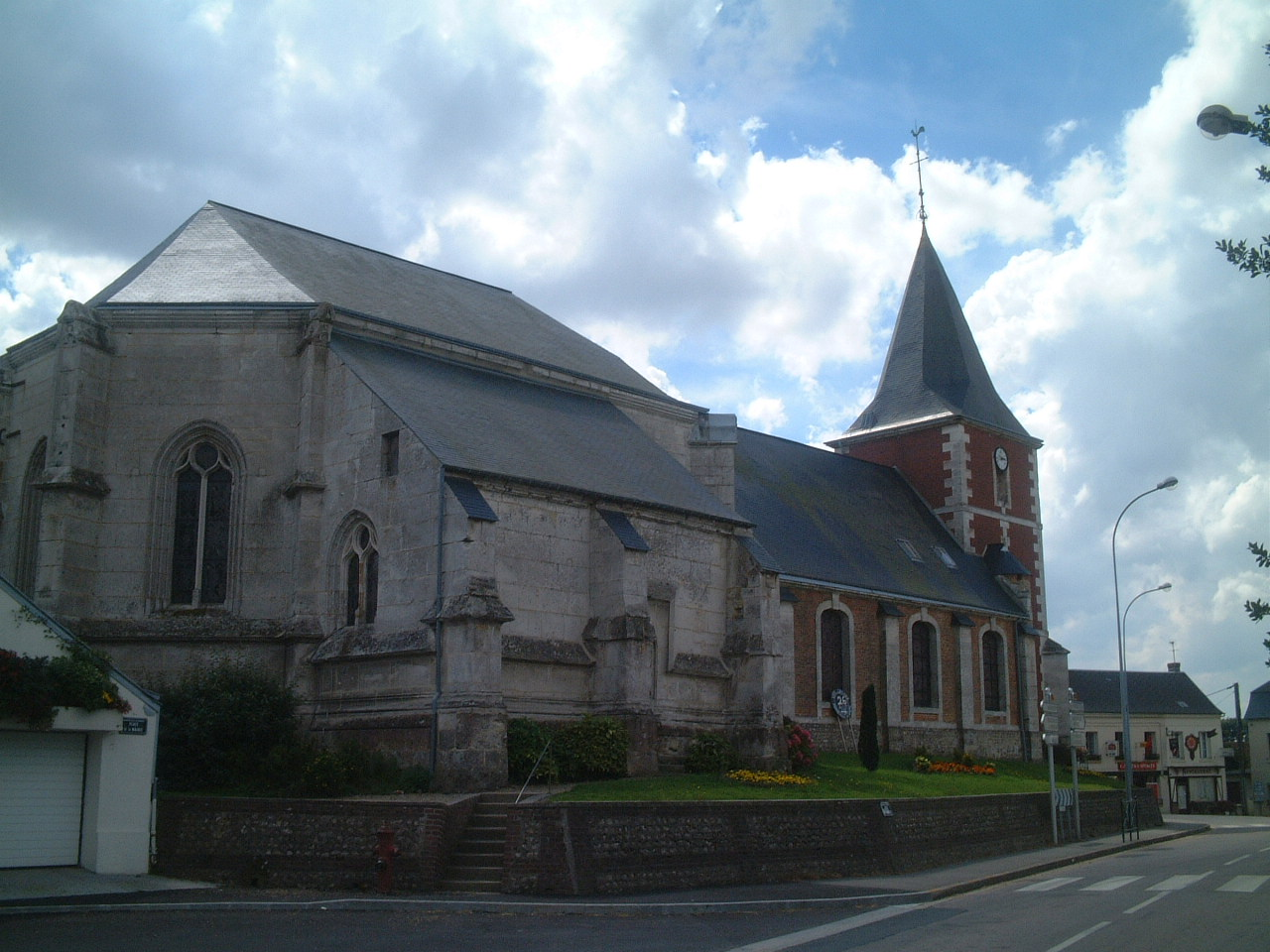
Kirche Notre-Dame-de-l'Assomption